# Майлуу-Суу
Майлуу-Суу, Майли-Сай (кирг. Майлуу-Суу, Майлуусуу) — город областного подчинения в Джалал-Абадской области Кыргызстана.
В 2002 году переименован в Майлуусуу, согласно принятой Жогорку Кенешем «Новой редакции орфографии кыргызского языка» от 28 июня 2002 года (Постановление за № 830-11 от 28.06.2002 г.). В июне 2008 года переименован обратно в Майлуу-Суу, согласно постановлению Правительства Кыргызской Республики № 567 от 26 июня 2008 года, утвердившего новую редакцию «Правил правописания кыргызского языка», о восстановлении написания населённых пунктов страны через дефис.

## История
Начиная с 1901 года в местах, где сейчас стоит город, добывалась нефть, что дало наименование реке, а впоследствии и городу (Майлуу-Суу переводится как «масляная вода», а Майли-Сай — как «масляное ущелье, урочище»).
В 1929 году в урочище Майли-Сай академиком Ферсманом были открыты залежи радиобарита. Разработка месторождения началась в 1946 году и продолжалась до 1968 года, когда был закрыт последний рудник и завод.
За эти 22 года двумя гидрометаллургическими заводами было добыто и переработано 10 000 тонн закиси-окиси урана, в связи с чем до 1968 года Майли-Сай имел статус закрытого города, в котором проживали 22 000 человек.
Здесь размещалась в/ч 54286 12 ГУ МО СССР, которая позволяла следить за активностью ядерных стратегических сил НАТО. Ныне данный военный объект значится как 17-я радиосейсмическая лаборатория Сейсмической службы Министерства обороны Российской Федерации.
22 декабря 1964 года вышло распоряжение Высшего Совета народного хозяйства СССР о строительстве Майли-Сайского электролампового завода проектной мощностью 300 млн штук электроламп в год, в том числе 200 млн нормально-осветительных и 100 млн штук автомобильных ламп. В конце 2002 года завод был продан холдингу В.А.В.С.
Помимо рудников, в Майли-Сае работали 2 обогатительные фабрики, перерабатывавшие не только майли-сайскую руду, но и сырьё близлежащих рудников — Шекафтар, Кызыл-Джар и других, расположенных в Ферганской долине. Завозили в Майли-Сай руду также из Восточной Германии, Чехословакии и Болгарии.
Близ города находятся крупнейшие в мире хранилища радиоактивных отходов. В 2006 году город был включён в десятку самых загрязненных городов в мире по версии экологической организации Blacksmith Institute.
В 2025 году Советом Глав государств СНГ Майлуу-Суу присвоено почётное звание почётное звание Содружества Независимых Государств «Город трудовой славы. 1941–1945 гг.».

## География
Город расположен в 95 км от областного центра Джалал-Абада и в 550 км от Бишкека. Город находится в горной местности в пойме реки Майлуу-Суу на высоте 850—1200 метров над уровнем моря. Расстояние до границы с Узбекистаном составляет 24 км. Административно городу подчинены: пгт Кек-Таш, пос. Сары-Бээ, пос. Когой, пос. Кара-Жыгач.

## Население
По данным переписи населения Кыргызстана 2009 года, численность населения города составила 22 853 жителя, в том числе киргизы — 17 357 человек или 76,0 %, русские — 2382 человека или 10,4 %, узбеки — 1697 человек или 7,4 %, татары — 878 человек или 3,8 %.
На 1 января 2017 года численность населения составляла 21 900 человек.